# Chaerephon pumilus
Chaerephon pumilus (Cretzschmar, 1826) è un pipistrello della famiglia dei Molossidi diffuso nell'Africa subsahariana, Penisola arabica e nel Madagascar.

## Descrizione

### Dimensioni
Pipistrello di piccole dimensioni, con la lunghezza totale tra 70 e 102 mm, la lunghezza dell'avambraccio tra 32 e 39 mm, la lunghezza della coda tra 25 e 41 mm, la lunghezza del piede tra 5 e 10 mm, la lunghezza delle orecchie tra 10 e 17 mm e un peso fino a 17 g.

### Aspetto
La pelliccia è corta, vellutata, talvolta oleosa e copre la groppa, ma non si estende sull'uropatagio. Le parti dorsali variano dal bruno-rossastro al quasi nero, mentre le parti ventrali sono leggermente più chiare, con le strisce sui fianchi bianche oppure assenti. Il muso non è particolarmente appiattito. Il labbro superiore ha 5-7 pieghe ben distinte e ricoperto di corte setole. Le orecchie sono piccole, nerastre, unite frontalmente da una membrana a forma di V e con una tasca con l'apertura posteriore al centro, dalla quale nei maschi fuoriesce una cresta di corti peli brunastri. Il trago è molto piccolo, squadrato e nascosto dall'antitrago il quale è grande e semi-circolare. Le membrane alari sono semi-trasparenti e bianche o marroni scure, con delle forme intermedie in alcune località. La coda è lunga, tozza e si estende per più della metà oltre l'uropatagio, il quale è bruno-nerastro. Il cariotipo è 2n=48 FNa=58 oppure FNa=66 in individui della Namibia e del Sudafrica.

### Ecolocazione
Emette ultrasuoni ad alto ciclo di lavoro con impulsi di breve durata ed a frequenza modulata.

## Biologia

### Comportamento
Si rifugia sotto i tetti, cavità degli alberi e sotto le fronde delle palme dove forma gruppi da 5 a diverse centinaia di individui. L'attività predatoria inizia subito dopo il tramonto, si svolge singolarmente e i primi ad emergere sono i maschi dominanti. Durante il giorno raggiunge uno stato di torpore a temperature esterne inferiori a 24 °C.

### Alimentazione
Si nutre di insetti, particolarmente Lepidotteri, Ditteri, Coleotteri, Imenotteri, Emitteri, Ortotteri e Neurotteri catturati in volo al disopra della volta forestale. Viene apprezzata dai coltivatori di cotone poiché caccia le larve della falena Helicoverpa armigera, che provocano seri danni alle piantagioni.

### Riproduzione
Si riproduce in diversi periodi dell'anno. Nel Ghana gli accoppiamenti avvengono tre volte consecutivamente nella stagione delle piogge tra maggio ed ottobre, in Uganda per tre volte con intervalli di quattro mesi, mentre in Sudafrica e Malawi soltanto due volte durante le stagioni delle piogge. Danno alla luce un piccolo alla volta dopo una gestazione di 60 giorni. Vengono svezzati dopo 21-28 giorni e raggiungono le dimensioni adulte dopo circa tre mesi. 

## Distribuzione e habitat
Questa specie è diffusa nell'Arabia Saudita sud-occidentale, Yemen occidentale, Senegal, Mali e Niger meridionali; Gambia, Guinea-Bissau, Guinea, Liberia, Sierra Leone, Costa d'Avorio, Ghana, Togo, Benin, Burkina Faso, Nigeria, Bioko e isola di Annobón, Congo meridionale, Repubblica Democratica del Congo centrale ed orientale, Ciad sud-occidentale, Ruanda, Burundi, Etiopia, Eritrea, Somalia meridionale, Sudan sud-orientale, Sudan del Sud, Uganda, Kenya, Tanzania occidentale ed orientale, Pemba, Zanzibar, Malawi, Angola occidentale, Namibia nord-orientale, Zambia, Mozambico, Zimbabwe, Botswana settentrionale, Swaziland, Sudafrica nord-orientale, Madagascar occidentale, settentrionale e nord-orientale; Aldabra, Amirantes, a sud-ovest delle Seychelles e Isole Comore, nell'Oceano Indiano occidentale.
La popolazione di questi due ultimi gruppi di isole sono stati assegnati da alcuni autori ad una sottospecie distinta, C.p.pusillus.
Vive nelle savane alberate, boschi di Miombo, foreste pluviali, foreste a galleria fino a 1.000 metri di altitudine.

## Tassonomia
Al momento non è riconosciuta alcuna sottospecie sebbene esistano popolazioni con colorazione della pelliccia e delle membrane alari differenti. In Madagascar, dopo la recente descrizione di C.atsinanana, la residua popolazione precedentemente assegnata a C.leucogaster è stata trasferita in questa specie, e il taxon considerato sinonimo fino ad eventuali revisioni tassonomiche.

## Conservazione
La IUCN Red List, considerato il vasto areale, la tolleranza a diversi tipi di habitat e la popolazione presumibilmente numerosa, classifica C.pumilus come specie a rischio minimo (Least Concern).